# 게르트 아드리안스 붐가드

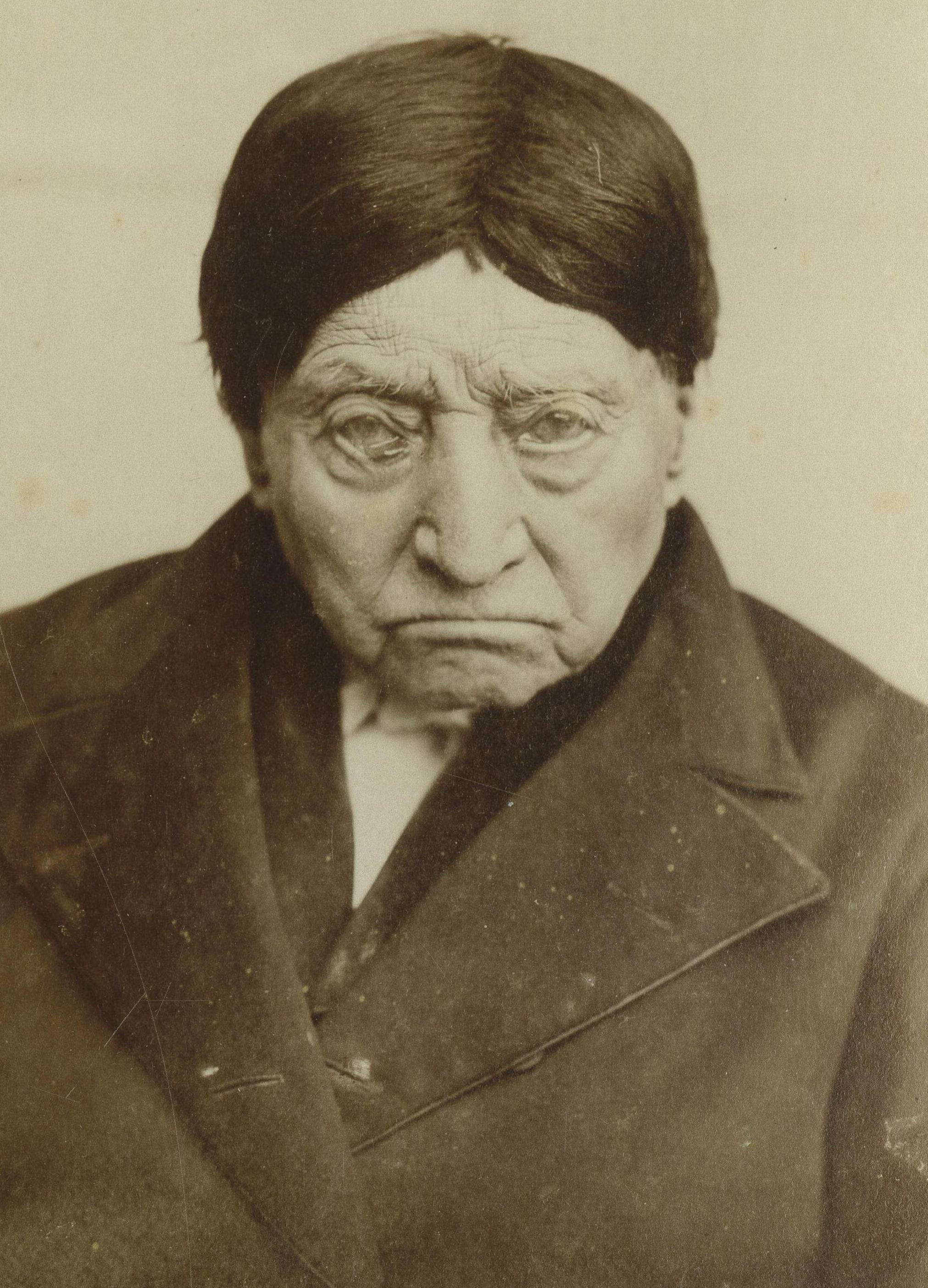

게르트 아드리안스 붐가드(Geert Adriaans Boomgaard, 1788년 9월 21일 ~ 1899년 2월 3일)는 네덜란드의 슈퍼센티네리언이었으며 일반적으로 학자들에 의해 기록상 최초의 검증된 사례로 받아들여지고 있다.

## 약력

### 어린시절
붐가드의 삶에 대해서는 알려진 바가 거의 없다. 그는 네덜란드 흐로닝언에서 태어났다. 부모는 아드리안 제이콥스 붐가드(1763–1844)와 기제 기어츠 본테코우(1762–1834)였다. 아버지는 배의 선장이었고 민사 기록에 따르면 게르트는 같은 직업을 가졌다고 한다. 배의 선장 외에도 다른 소식통에 따르면 그는 네덜란드에서 모집한 33e 연대에서 군인으로도 복무했다고 한다.

### 결혼
1818년 3월 4일 29세의 그는 스테인체 버스(1797년 2월 19일 세례 – 1830년 3월 24일 사망)와 결혼했다. 스테인체는 여덟 번째 아이가 태어난 지 한 달 만에 33세의 나이로 사망했다. 1년 후인 1831년 3월 17일, 붐가드는 그리체 아벨스 존커(1793년 5월 19일 – 1864년 5월 18일 세례)와 결혼하여 4명의 자녀를 더 두어 총 12명의 자녀를 두었다.
그는 모든 자녀보다 오래 살았다. 마지막으로 살아남은 자녀인 얀셰 힌데리카가 1885년 5월 24일 56세의 나이로 사망했다.

### 장수
1897년 1월 8일, 붐가드는 벨기에인 피에르 다르코트(108세 108일)의 마지막 나이를 넘어 역대 최고령 남성이 되었고, 1898년 4월 10일에는 이전 타이틀 보유자인 109세의 노르웨이 여성 키르스티 스카겐(1788–1897)보다 나이가 많아졌다. 따라서 그는 당시 가장 나이가 많은 검증된 사람이 되었다.
110년 135일의 나이로 세상을 떠났다. 최초의 여성 초백세 노인이자 그의 후계자는 마가렛 앤 니브였다. 그는 아드리안스의 마지막 나이를 넘어 거의 111세(1792-1903)로 사망했다. 그러나 가장 오래 산 남성으로서의 그의 수명은 1966년 10월 29일까지 111년 9개월(1856~1968)이 된 존 모슬리 터너를 능가하지는 못했다.